# Marko Šuler
Marko Šuler (Slovenj Gradec, 1983. március 9. –) szlovén válogatott labdarúgó.

## Pályafutása

### A válogatottban
2008 és 2013 között 39 alkalommal szerepelt a szlovén válogatottban és 3 gólt szerzett. Részt vett a 2010-es világbajnokságon.

## Sikerei, díjai
Gorica
- Szlovén bajnok (2): 2004–05, 2005–06

KAA Gent
- Belga kupa (1): 2009–10

Hapóél Tel-Aviv
- Izraeli kupa (1): 2011–12

Legia Warszawa
- Lengyel bajnok (1): 2012–13
- Lengyel kupa (1): 2012–13

MK Maribor
- Szlovén bajnok (4): 2013–14, 2014–15, 2016–17, 2018–19
- Szlovén kupa (1): 2015–16
- Szlovén szuperkupa (1): 2014